# 저산소증
저산소증(低酸素症, hypoxia, hypoxiation, anoxemia)은 신체의 특정 부위나 전반이 적절한 산소 공급을 받지 못하는 증상을 가리킨다. 산소 부족(酸素不足)이라는 표현을 쓰기도 한다.
산소 공급이 불충분한 상태를 말하는 저산소증은 동맥의 산소 공급이 낮은 상태를 가리키는 저산소혈증(低酸素血症, hypoxemia)과는 구분한다. 산소 공급이 완전히 끊어진 상태의 저산소증은 산소 결핍이라고 한다.
건강한 사람이라 할지라도 높은 곳으로 올라갈 때 전신에 저산소증을 경험할 수 있는데, 이는 고산병으로 이어져 심각한 합병증으로 이어질 가능성이 있다: 고지성폐수종(HAPE), 고소 뇌부종(HACE) 또, 낮은 산소가 함유된 혼합 기체를 들이마실 때, 이를테면 공급되는 기체에 산소량을 제어하는 폐쇄 회로 수중 호흡기 시스템을 이용하여 수중 다이빙을 할 때 발생할 수 있다.

## 같이 보기
- 저산소혈증